# Grave

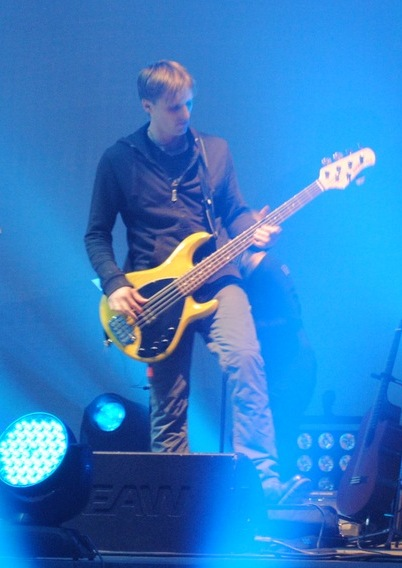
O baixo elétrico toca sons graves

Um som dito grave (do termo latino grave) é um som que possui onda de baixa frequência para a audição humana. Geralmente, sons abaixo de 300 hertz são considerados graves. Na música eletrônica, graves não são audíveis por nós, ele é sentido através do balanço do alto-falante. Já o médio grave é audível por nós mas não é o verdadeiro "grave". Hertz é a medida de ciclos por segundo. Nas ondas sonoras, quanto menor a frequência (hertz), mais grave fica o som. 